# 결혼식장 100m 전
《결혼식장 100m 전》은 2003년 6월 13일에 MBC에서 방영한 베스트극장이다.

## 등장 인물

### 주요 인물
- 조여정 : 혜민 역
- 윤기원 : 기석 역

### 그 외 인물
- 문회원
- 김동주
- 원미원
- 권용운
- 문용민
- 이원용
- 배영선
- 손민우
- 김명현
- 손준영
- 이민재
- 양현태
- 염재욱
- 정승재
- 김수